# Apache Continuum
Apache Continuum, є партнером Apache Maven, сервер безперервної інтеграції, що виконує побудову застосунків на основі Java за графіком. 
Багато в чому подібний до CruiseControl — якщо побудова застосунку провалилася, то Continuum відправляє e-mail розробникам. Для добавляння проекту в Continuum використовується pom.xml.